# عبد الحي الكتاني
عبد الحي الكتاني (ولد سنة 1302 هـ 1884م، فاس - توفي 12 رجب 1382 هـ 1962م، نيس) محدِّث ومسنِد ومؤرِّخ مغربي وأخ وتلميذ الفقيه والشاعر أبو الفيض الكتاني.
سافر للحجِّ المرة الأولى سنة 1323 هـ وانقطع للتدريس في القرويين، وسعَى في تطويره، ودرَّس في الأزهر ، ودرَّس الحديث في الحرمين كما درَّس في الأقْصَى وفي الجامع الأُموي. بعد أن حصلت النكبة لفَرْع أسرته الكتانية، حيث اختلف المولى عبد الحفيظ مع أخيه الأكبر أبو الفيض الكتاني، أسفرتْ عن سجْنه ومقتل أخيه. بعد تولِّي السلطان يوسف للعرش سنة 1330 هـ عادتِ المياه لمجاريها، فأعيدت الزوايا الكتانية، ومكتبة عبد الحي التي صودرت منه، فرحل للجزائر وتونس سنة 1339 هـ، وانتُخب عضوًا في مجمع اللغة العربية بدمشق. وحجَّ المرة الثانية والأخيرة سنة 1351 هـ، وسافَر إلى أوروبا، وزار شكيب أرسلان، كما زار روما، ودرَّس في السوربون.
بعد مبايعته مع التهامي الكلاوي لمحمد بن عرفة سلطانا على المغرب، انفجر الشارع المغربي المتجلي في الحركة الوطنية المغربية، فعُزِل ابنُ عرفة وعاد الملك محمد الخامس للحُكم سنة 1375 هـ، فصدر القرار بمصادرةِ أملاك عبد الحي الكتاني، ومنها مكتبتُه، فاستقرَّ في فرنسا ، وتُوفِّي في مدينة نيس.

## نشأته
والده عبد الكبير الكتاني ووالدتُه فضيلةُ بنت إدريس الكتاني، ولد عبد الحي بمدينة فاس وبها نشأ، حيث تلقى العلم على يد علمائها ومن الوافدين عليها، حج مرتين، وزار مصر والحجاز والشام، ومختلف دول أوروبا. تلقى الشيخ الكتاني العلوم على يد العلماء، وكانت له عناية خاصة وإقبال على لقاء المعمرين والأخذ عنهم، واستكثر من الرواية واستجازة الرحالين والمسندين، وكاتب أهل الأفاق البعيدة، حيث استجاز أكثر من خمسمائة شيخ في المشرق والمغرب، وانفرد بعلو الإسناد، وكتب في سبيل ذلك كتابه فهرس الفهارس والأثبات ومعجم المعاجم والمشيخات والمسلسلات . لما عاد إلى المغرب اعتكف على التدريس في الزاوية الكتانية بفاس، وبجامع القرويين، كما عرف بنشاطه الدعوي فكانت له خرجات دعوية وإرشادية وعلمية في مختلف مدن وقرى المغرب والجزائر وتونس وبعض بلاد الغرب.

### نشاطه الحركي
شارك شقيقه الشيخ أبو الفيض الكتاني في جميع نشاطاته الإصلاحية ، كالدعوة إلى الإصلاح الإداري بالمغرب، وإحداث الدستور والمجالس النيابية، وغير ذلك، كما ساهم في الدعوة إلى مقاومة الاستعمار وجهاد المحتل الأجنبي من خلال عشرات الرسائل التي كان يبعثها إلى القبائل المغربية في الحض على جهاد المستعمر الفرنسي. وكان أحد الساعين في بيعة المولى عبد الحفيظ، بعد أن شن حملة ضد المولى عبد العزيز: 
ولعب الكتاني دورا مهما في تنصيب السلطان عبد الحفيظ وخلع عبد العزيز وسار إلى السلطان عبد الحفيظ في مراكش وأمن له طريق الرحلة إلى فاس وأرسل إلى علماء المغرب الأقصى يدعوهم إلى بيعته فأجابوه.

### الخلاف مع السلطان والمنفى
لم يجد في سياسة السلطان عبد الحفيظ ما كانت تصبو إليه نفسه فراسله على سبيل المناصحة وألف في مناصحته كتابه «النصيحة للسلطان المولى عبد الحفيظ»، ولم يلبث السلطان غير يسير حتى اعتقله رفقة أخيه أبو الفيض الكتاني وثلة أخرى من العلماء ووجه لهم تهمة الإعداد لقلب النظام وتكوين حكومة غير شرعية غايتها أن تحل محل الحكومة القائمة في البلاد.
وفي سجن بولخصيصات تعرض عبد الحي الكتاني لأقسى أنواع التعذيب غير أن ما سيؤثر فيه بشكل كبير هو مقتل أخيه وبعض أصحابه في السجن وبعيد مغادرته للمعتقل ألف كتابه «ما علق في البال من أيام الاعتقال» يصف محنة الأسر وظروفه، وهي المحنة التي ستمثل نقطة تحول في موقفه من النظام الحاكم ولعل هذا الموقف بالذات هو ما سيذكي وسيغذي الأقاويل التي أطلقها خصومه، وقد كان لهذه الحملة صداها في الشرق، فانتصب لمهاجمته من لم يطلع على شيء من كتبه.
بتولِّي السلطان يوسف سنة 1330 هـ عادتِ المياه لمجاريها ، وأعيدت الزوايا الكتانية، ومكتبة عبد الحي المصادَرة، وكان قبلُ قدِ انقطع للتدريس في القرويين، وسعَى في تطويره، ورحل مرارًا إلى قبائلِ البربر مرشدًا ومدرِّسًا، ثم رحل عبد الحي للجزائر وتونس سنة 1339 هـ، واحتفَى به أهلُها، وكرَّر لهم الزيارة بعدئذٍ مرات، وانتُخب عضوًا في المجمع العِلمي في دمشق. وحجَّ المرة الثانية والأخيرة سَنة 1351، ثم توجَّه للشام، وعاد إلى بلادِه سنة 1352 هـ، وعلى عادته في أسفاره، رجَع محمَّلاً بنفائسِ الكتب والمخطوطات. وسافَر إلى أوروبا، وزار شكيب أرسلان، وزار روما، ودرَّس في السوربون. فحافظ عبد الحي الكتاني على علاقات ودية مع سلطات الحماية، ولما نحوا الملك محمد الخامس ونصبوا ابن عمه محمد بن عرفة ملكا على المغرب، كان الشيخ واحدا ممن بايعوا ابن عرفة، الشيء الذي أثار حفيظة خصومه ونقموه عليه، ولما عاد محمد الخامس إلى المغرب بعد التوقيع على وثيقة «الاستقلال» ، صدر القرار بمصادرةِ أملاكه الكثيرة، ومنها مكتبتُه العامِرة، فغادر الشيخ البلاد إلى فرنسا، حيث استقر حتى توفي مغربا في مدينة نيس الفرنسية، ودفن بمقبرة المسلمين بها.

## مكانته العلمية
كانت له يد في الفقه والأصول والتفسير والحديث والتصوف والتاريخ واللغة والبيان وغيرها ، وتربو مؤلفاته على المائتين في مختلف العلوم.
وقد برز نبوغه العلمي مبكرا ، بحيث أنه في سنة 1320هـ الموافق بتاريخ النصارى لعام 1902 م صدر ظهير ملكي يُعَيِّنُ الشيخ مع كبار علماء الطبقة الأولى الذين يقرؤون الحديث بالضريح الإدريسي صبيحة كل يوم ، وهو ابن الثامنة عشر من عمره فقط.
وترقى إلى الرتبة العلمية الأولى من رتب علماء القرويين عام 1325 هـ موافق 1907 بتاريخ النصارى ، وهو لم يتجاوز 23 عاما من عمره .
كما أنه رُشِّح لمنصب شيخ الإسلام بالمغرب عام 1330 هـ/1912م ، وهو المنصب الذي كان سيستحدث مع بدايات حكم الملك يوسف بن الحسن، غير أن المشروع ألغي.
كان عبد الحي صوفيَّ النشأة، تربَّى في الزاوية الكتانية، وصار شيخَها بعدَ وفاة والده وأخيه أبو الفيض الكتاني سنة 1333 هـ، وهذا بارزٌ في إنتاجه المبكِّر، ولكنَّ عِلمَه واطِّلاعه الواسع؛ واشتغالَه الكثير بالحديث؛ ولقاءَه بالأعلام في البلدان - كل ذلك أثَّر عليه أيَّما تأثير، فلم يكن صوفيًّا صرفًا، بل كان يحاول إصلاحَ التصوف تدريجيًّا من الداخل، وأسَّس دار الحديث في فاس.

### مؤلفاته
بلغ تعداد تصانيفه التي ترك أزيد من المائتين وخمسين مؤلفا، بل ذكر الشيخ أحمد سكيرج أنها تصل إلى 500 مؤلفا ، ومن تلك المؤلفات نذكر ما يلي:
- إتحاف الحفيد بترجمة جده الصنديد.
- الإلمام ببعض أحاديث الحمام.
- إنارة الأغوار والأنجاد بدليل معتقد ولادة النبي من السبيل المعتاد.
- الإنشادات والإفادات.
- رسالة في مشروعية الذكر بالرقص و إجماع الطرق الصوفية على ذلك.
- أول من ألف في الإسلام.
- البيان المعرب عن معاني بعض ما ورد في أهل اليمن والمغرب.
- تاريخ المكتبات الإسلامية ، ومن ألف في الكتب.
- تبليغ الأمانة في مضار الإسراف والتبرج والكهانة.
- التنويه والإشادة بمقام رواية ابن سعادة.
- التراتيب الإدارية.
- حياة الشيخ عبد الكبير الكتاني.
- الرحمة المرسلة بشأن حديث البسملة.
- الردع الوجيز لمن أبى أن يجيز.
- العطايا الإلهية شرح قصيدة ابن فرح اللامية.
- فهرس الفهارس والأثبات.
- كشف اللبس عن حديث وضع اليد على الرأس.
- ماضي جامعة القرويين ومستقبلها.
- المظاهر السامية في النسبة الشريفة الكتانية.
- منية السائل خلاصة الشمائل.
- وسيلة الولد الملهوف إلى جده الرحيم العطوف.
- اليواقيت الثمينة في الأحاديث القاضية بظهور سكة الحديد ووصلها إلى المدينة.